# Abordaż

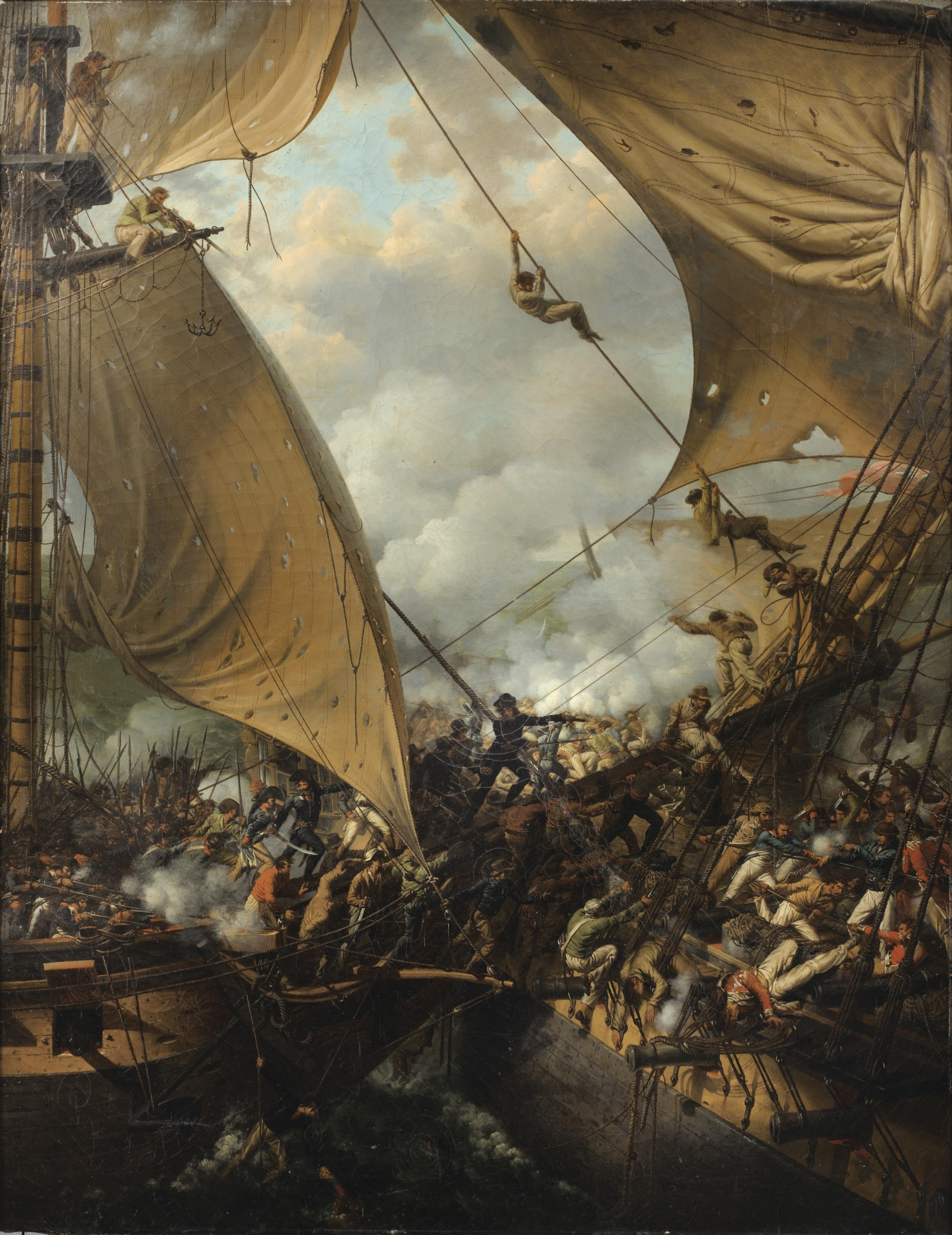
Abordaż fregaty Ambuscade przez korwetę Bayonnaise w 1798 r.

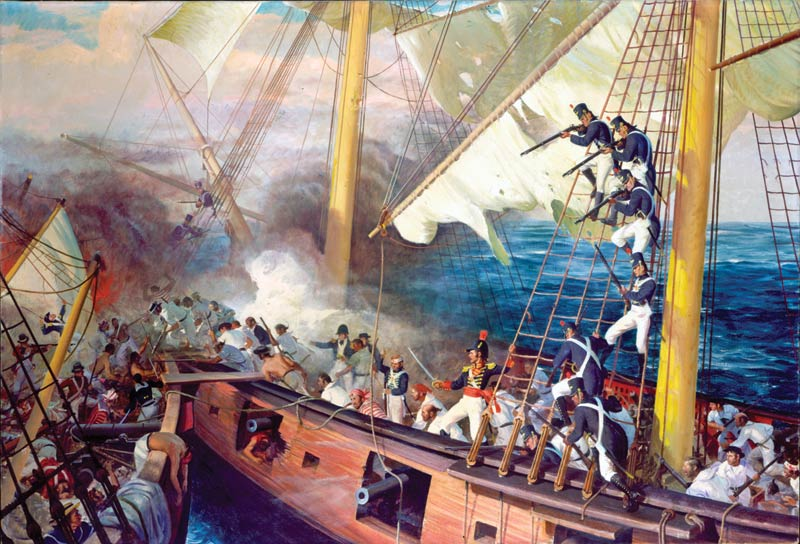
Starcie amerykańskiej i brytyjskiej piechoty morskiej w trakcie abordażu (1814)

Abordaż (fr. abordage) – sposób walki morskiej polegający na zetknięciu się dwóch okrętów i prowadzeniu walki wręcz na ich pokładach w celu zdobycia wrogiego okrętu lub jego późniejszego zatopienia. Stosowany od początku żeglugi, był podstawowym sposobem walki morskiej w epoce okrętów żaglowych do XVII wieku i, mimo wzrostu znaczenia artylerii okrętowej, pozostał jednym z podstawowych sposobów walki do początku XIX wieku. Abordaż zastąpił w tej roli taranowanie, dominujące w epoce okrętów wiosłowych w starożytności, stając się także podstawowym sposobem walki XV- i XVI-wiecznych galer wiosłowych.
Dla celów abordażu okręty oprócz marynarzy zabierały również żołnierzy piechoty morskiej, którzy wraz z częścią załogi dostawali się na okręt nieprzyjaciela. W celu doprowadzenia do abordażu i zapobiegnięcia ucieczce wrogiego okrętu stosowano sczepianie okrętów za pomocą haków i lin. Tuż przed abordażem prowadzono ogień z dział oraz broni ręcznej, zwłaszcza ze stanowisk na masztach, w celu osłabienia załogi przeciwnika. Mimo stopniowego wzrostu znaczenia artylerii okrętowej, przez długi czas nie była ona z reguły zdolna do topienia okrętów, a jedynie do ich obezwładnienia i wybicia załogi, wobec czego abordaż pozostał istotnym sposobem walki morskiej jeszcze na początku XIX wieku, zwłaszcza podczas wojen napoleońskich. Taktyka ta została zaniechana w XIX wieku wraz z wprowadzeniem okrętów o napędzie mechanicznym i znacznym udoskonaleniem artylerii. Od tej pory abordaż jako sposób walki morskiej zdarzał się już sporadycznie, w sprzyjających okolicznościach.
W okresie późniejszym, aż do czasów współczesnych określenia tego używa się na zbrojne wejście na pokład i opanowanie obcego okrętu lub statku przez oddział abordażowy (inaczej pryzowy), niekoniecznie połączone z walką lub bezpośrednim zetknięciem dwóch okrętów.